# SC 08 Bamberg
Der SC 08 Bamberg ist ein Sportverein aus der oberfränkischen Stadt Bamberg.

## Geschichte
Aus der Taufe gehoben wurde der Verein am 6. Mai 1908. In der Zeit des Nationalsozialismus musste der SC 08 im Jahre 1933 mit den Sportfreunden Bamberg fusionieren. Nach dem Krieg wurde der Verein am 23. März 1948 wiedergegründet. Die glorreiche Zeit begann 1988, als man innerhalb von drei Jahren aus der Bezirksliga bis in die Bayernliga aufstieg. In den Saisons 1991/92 und 1992/93 nahmen die Bamberger am DFB-Pokal teil. 1991/92 schied der SC 08 im Achtelfinale aus, 1992/93 in der zweiten Runde. In den folgenden Jahren erfolgte der Absturz bis in die unterste Spielklasse (A-Klasse) im Jahre 2007.

## Ehemalige Spieler
- Christian Springer
- Winfried Geier
- Pero Škorić
- Markus Grasser
- Josef Zinnbauer
- Bernd Eigner